# کنتارو اوراموتو
کنتارو اوراموتو (انگلیسی: Kentaro Uramoto؛ زادهٔ ۱۳ نوامبر ۱۹۸۲) بازیکن فوتبال اهل ژاپن است.